# ラスティングス・ミレッジ
ラスティングス・ダーネル・ミレッジ（Lastings Darnell Milledge , 1985年4月5日 - ）は、アメリカ合衆国フロリダ州出身の元プロ野球選手（外野手）。

## 経歴

### プロ入り前
ミレッジの父と兄もプロ野球経験者と言う野球一家に生まれ育ち、2002年と2003年、2年連続で全米高校代表チーム（外野手）に選出されるなどアマチュア時代から注目を浴びた。

### プロ入りとメッツ時代
2003年6月3日のMLBドラフト1巡目（全体12位）でニューヨーク・メッツから指名を受け、8月19日に契約が成立しプロ入り。この年からルーキー級でプレーを始めた（7試合出場）。

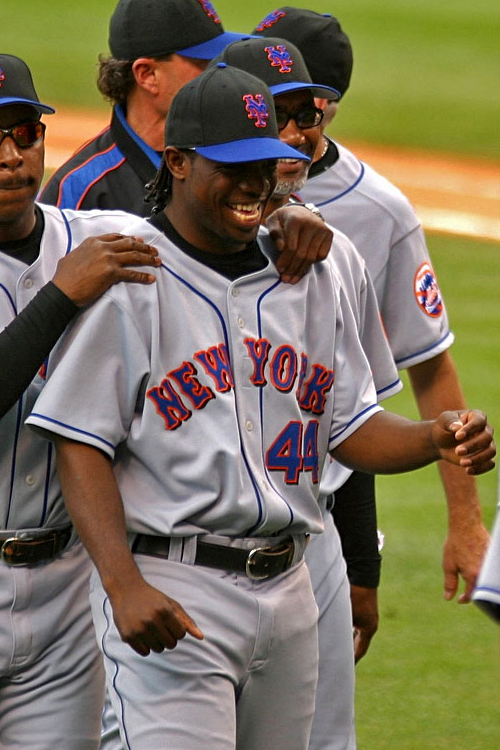
メッツ時代（2006年）

2004年はA級とA+級通算で87試合・打率.315・出塁率.363・OPS.908・26盗塁を記録した。
2005年はA+級とAA級通算で110試合・打率.318・出塁率.388・OPS.837・29盗塁と更なる成長を遂げ、7月10日、オールスター・フューチャーズゲームに出場。オフのウィンターリーグでは、アリゾナ・フォール・リーグのオール・プロスペクト・チームに選出されるなどマイナーにおいて着実にキャリアを積み重ねる。
2006年はAAA級に昇格する。4月23日にはインターナショナル・リーグの週間MVPを受賞するなど、春先から好調さをアピールすると、5月30日にメジャー初昇格を果たす。アリゾナ・ダイヤモンドバックス戦において8番・右翼手として即スタメン起用され、初安打となるレフトへの二塁打を放った。6月4日のサンフランシスコ・ジャイアンツ戦では初本塁打を放ったが守りに就いた際にファンとハイタッチを交わし、試合終了前の奇行にチームメイトや首脳陣から注意を受けた。
2007年は開幕ロースター入りを果たすが、わずか3打席でマイナー降格を命じられ、再昇格まで3か月も費やしたが、7月12日以降はメジャーに定着、オールスター後は打率.276 ・ 出塁率.347 ・ OPS.800と結果を出した。

### ナショナルズ時代

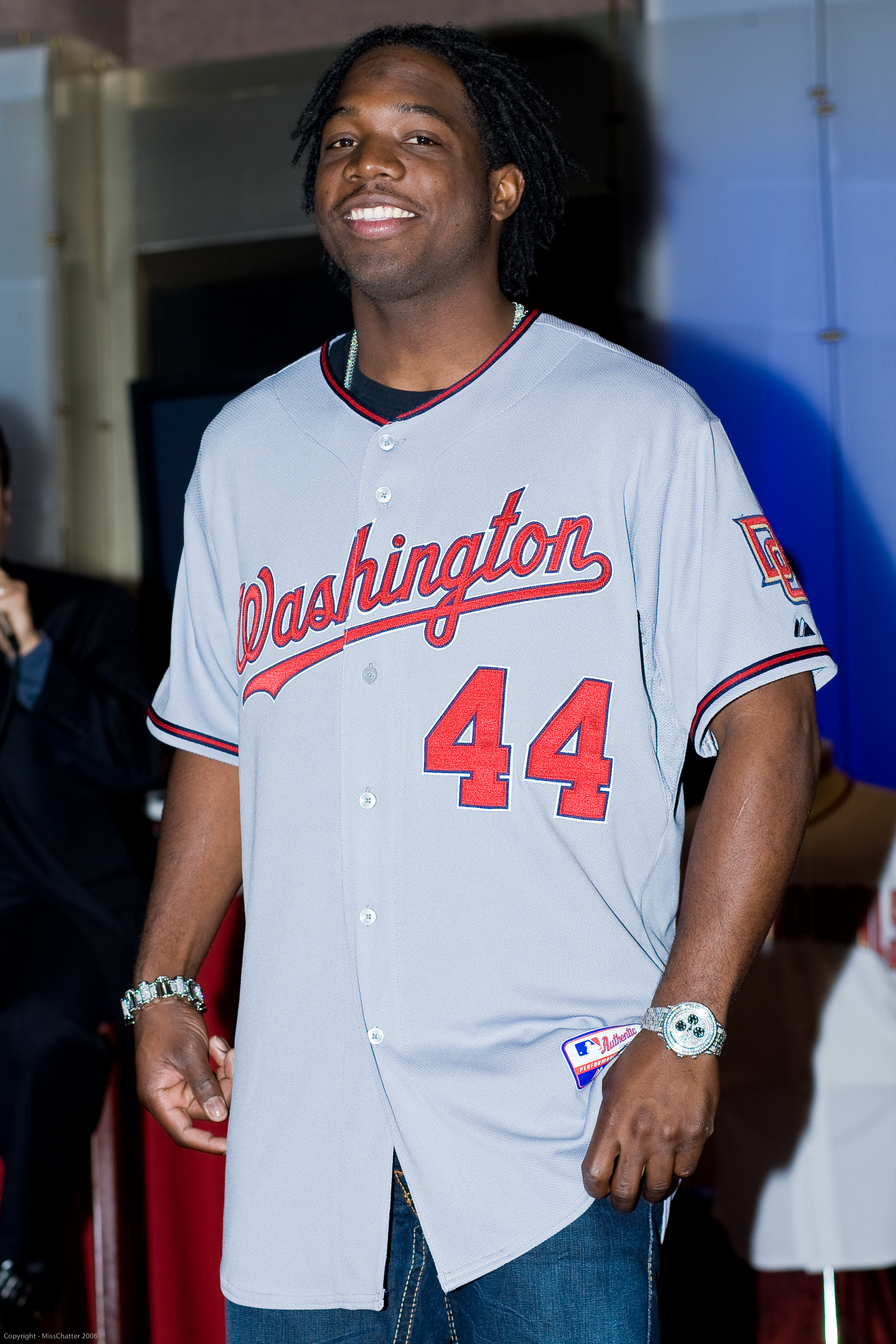
ワシントン・ナショナルズ時代
(2008年11月6日)

2007年11月30日にブライアン・シュナイダー、ライアン・チャーチとの1対2のトレードが成立し、ワシントン・ナショナルズに移籍。
2008年1月11日に1年間の契約延長が成立した。前半戦は打率.245と低調だったが、後半戦は打撃コーチのレニー・ハリスと逆方向への打撃練習に取り組み打率.299を残す。

### パイレーツ時代

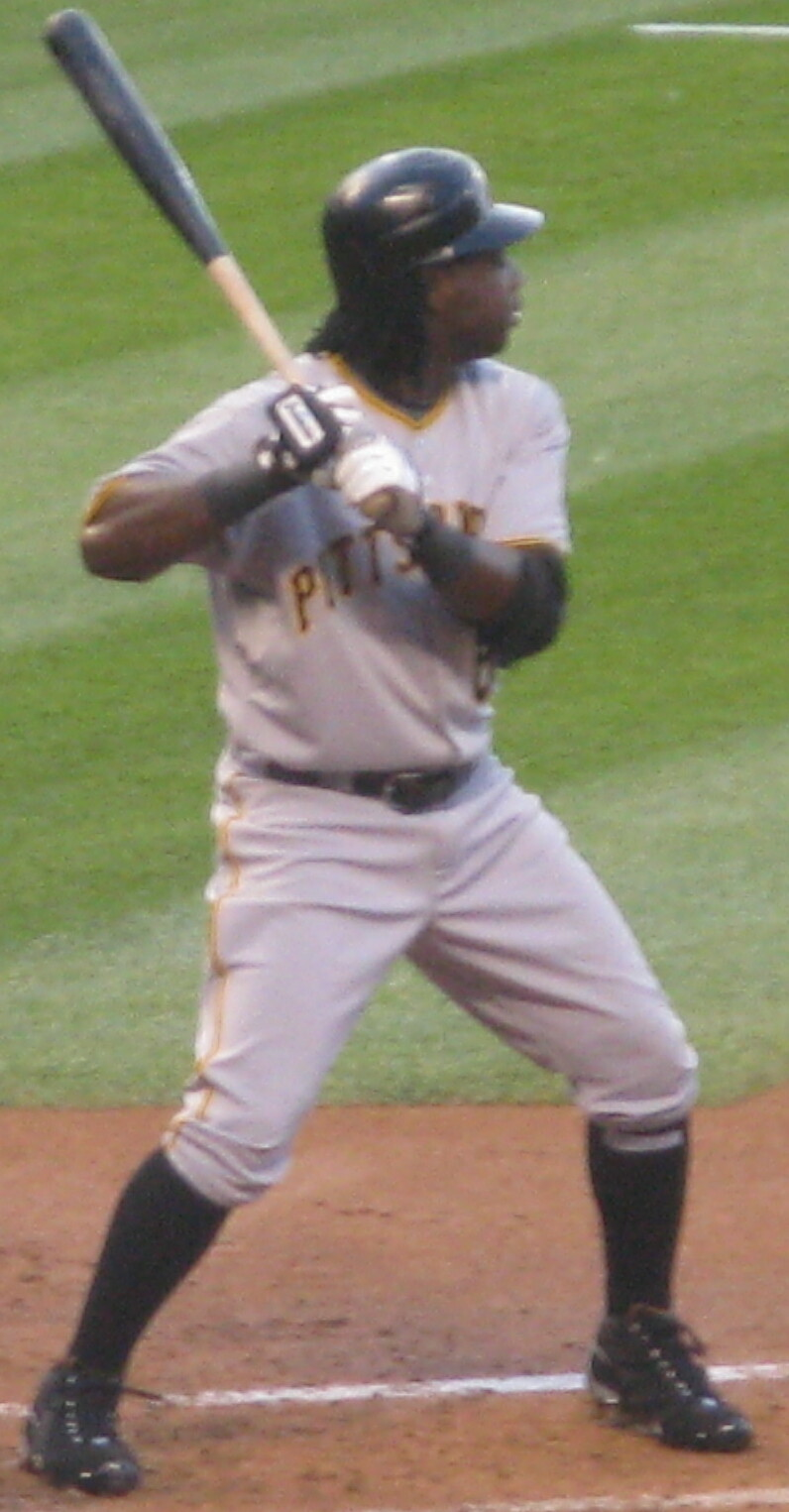
ピッツバーグ・パイレーツ時代
(2009年8月11日)

2009年7月にジョエル・ハンラハンと共に､ナイジャー・モーガン、ショーン・バーネットとのトレードでピッツバーグ・パイレーツに移籍。
2010年12月2日、ノンテンダーFAとなる。
2011年1月3日にシカゴ・ホワイトソックスとマイナー契約を結ぶ。開幕メジャー入りしたが、4月17日にDFAとなりAAA級シャーロットに降格。シャーロットでは123試合の出場で打率.293、12本塁打、OPS.801、27盗塁を残した。オフにはベネズエラのウィンターリーグに参加。

### ヤクルト時代
2011年12月26日、東京ヤクルトスワローズと1年契約を結んだ。背番号はミレッジ本人の希望で85（日本では、慣例的にコーチ番号）となった。日本の現役選手としては異例の背番号で、外野守備走塁コーチの飯田哲也から譲ってもらった。なお、スワローズの現役選手で背番号85をつけるのは1979年の野村克晃、1980年の高泉秀輝以来3人目となった。
2012年には公式戦の開幕当初に3番を任されたが、目立った活躍は出来なかった。ところが、上田剛史の離脱やルーキー比屋根渉の経験不足から1番を任されると急激に調子を上げ、メジャーに移籍した青木宣親の穴を埋めるリードオフマンとして活躍する。だがシーズン終盤には4番の畠山和洋が怪我で離脱し、これ以降は畠山の代わりの4番バッターとしてチームを牽引し、チーム浮上のキーマンとなった。が、9月16日の横浜DeNAベイスターズ戦にて走塁の際に足を滑らせ両手をついた時に左肩を痛め登録抹消となった。シーズン通算では打率.300（リーグ5位）、本塁打21（リーグ4位）、打点65（リーグ5位）、OPS.865という好成績を記録した。しかし、ベストナインは同僚のＷ.バレンティンにわずか一票差で逃した。オフの12月15日には推定年俸110万ドルで3年契約を締結。この契約には、ミレッジと球団の双方が希望した場合にのみ、契約期間を2016年まで延長するという条件が付いていた。
2013年は、開幕から全試合出場を続けていたが、前年ほど調子が上がらないまま8月8日の対中日ドラゴンズ戦（ナゴヤドーム）で守備中に左足首靭帯を断裂した
。翌9日に出場選手登録を抹消されると、そのままシーズンを終えた。なお、一軍公式戦では通算96試合に出場し打率.251、16本塁打、49打点という内容で、いずれも前年の成績を下回った。（しかし、本塁打に関しては6月終了時点で7本だったが、7月に8本放つなど、復調気味であった）
2014年には一軍監督の小川淳司がウラディミール・バレンティンを3番に据える構想を立てた関係で、公式戦の開幕から4番に座った。しかし、調子が上がらなかったため、すぐに3番へ復帰した。さらにクローザーであるトニー・バーネットの戦線離脱や、中継ぎ要員として加入したばかりのクリス・カーペンターの不振で一軍救援陣の補強が急務になった。このため、小川監督はカーペンターをクローザーに回す一方で、開幕から二軍で調整していた投手のオーランド・ロマンを4月12日に出場選手として登録した。また先発陣の一角を担う左腕投手のクリス・ナーブソンと4番打者のバレンティンを一軍に残したため、ミレッジもNPBの一軍公式戦へ同時に出場できる外国人選手数の制限（最大4名）との兼ね合いで二軍に降格した。さらに、5月20日に右肩の関節唇損傷で手術を受けたため、2年続けて長期の戦線離脱を余儀なくされた。NPBの一軍公式戦には10試合の出場で1本塁打にとどまったが、シーズン終了後にはベネズエラのウィンターリーグであるリーガ・ベネソラーナ・デ・ベイスボル・プロフェシオナルのブラボス・デ・マルガリータに参加している。
2015年には、前年に受けた手術の影響で春季キャンプでは他の選手とは別のメニューで調整し、公式戦の開幕を一軍で迎えたが出場を予定していた3月31日の対阪神戦の開始直前に右肩へ違和感を訴えて出場を回避した。しかし検査の結果、右肩甲下筋の肉離れと診断されたため出場選手登録を抹消された。5月19日の対横浜DeNAベイスターズ戦（いずれも神宮球場）で一軍に復帰し同月23日の対広島東洋カープ戦（MAZDA Zoom-Zoom スタジアム広島）に左翼手としてスタメンに出場したが、4回裏の守備で梵英心が放った左中間への打球を追ったところ、ミレッジは中堅手の雄平と交錯した（記録は安打）。ミレッジは倒れ込んだまま起き上がれなかったため、担架でベンチ裏へ運ばれた末に交代した。さらに交代後の検査で右前頭部打撲と診断されたため、再び戦線を離脱した。8月22日に一軍へ復帰したが、一軍公式戦には通算24試合の出場で2年続けて1本塁打に終わった。なお、チームが14年振りのセントラル・リーグ優勝で迎えたポストシーズンの試合には出場していない。シーズン終了後の12月24日にNPBから自由契約選手として公示された。

### ヤクルト退団後
2016年は所属球団はなく、2017年1月24日に独立リーグ・アトランティックリーグのランカスター・バーンストーマーズと契約した。
現在はフロリダ州で野球塾を2校運営している。

## 選手としての特徴
ベースボール・アメリカ誌の有望株リストで2004年版86位、2005年版11位、2006年版9位にランクされた未完の大器。
メジャーで3割30本も可能なポテンシャルを備え、463フィート（約141メートル）の本塁打を放ったこともあるパワーとラインドライブを広角に打てる打撃センスを誇り、右打者ながら一塁到達4.1秒台を記録するスピードも持ち味とする。広い守備範囲も持ち味とし、左翼手ではメジャー通算のUZR2.9、DRS3を誇ったが、中堅手と右翼手では平均を大きく下回った。

## 人物
「リーグを代表する5ツールプレイヤーにも成り得る」との声がある一方、ミレッジは素行に問題があり、高校時代には不純異性交遊で放校、メッツ時代は友人の歌手と共に放送禁止用語満載のCDを発表したり、2010年のウィンターリーグではオスカー・サラサーと乱闘騒ぎと問題行動が多かったが、ヤクルト時代の2012年以降は後述の通り、審判の暴言などでたびたび退場処分を受けているものの、2012年シーズンに10連敗を喫した後初勝利となった試合でのヒーローインタビューではファンへの申し訳無い気持ちと連敗を止めた事を一緒にお祝いしたいというファンへの想いを口にするなど、真面目で大きなトラブルは起こしていない。
パイレーツ時代は根強い人気を誇り、PNCパークの左翼席には「ミレッジ・ピープル」という私設応援団が作られた。
ヤクルトでは顔がヤクルトファンであるタレントの出川哲朗に似ていることから、チームメイトからは「てっちゃん」というニックネームで呼ばれているという。出川本人も「ヤクルトファンなので、メチャうれしいです。問題児なところもボクに似ているので、頑張ってほしいです」とミレッジにコメントを寄せている。
ヤクルトでチームメイトだったバレンティンとは大の仲良しで、お互いに尊敬しプレーに刺激を与える関係となっている。
2014年1月に幼馴染で元バスケットボール選手のディプリー・ボーデンと結婚した。

## 退場処分
ミレッジは2012年に2度の退場歴がある。
- 2012年5月8日の対中日戦、7回無死、カウント1ボール2ストライクから高めの直球で見逃し三振に倒れた後、判定を不服として笠原昌春球審に暴言を吐き退場処分となった。

- 2012年7月7日の広島戦3回表の2打席目、広島の先発・ブライアン・バリントンが投じた2球目の球をストライク判定された際に、ミレッジは球審を務めていた白井一行に抗議した。一旦は仕切り直して直後の3球目の球を空振りし、三振しベンチに帰る際に、ストライク判定された2球目についてジェスチャーをしたところ、これを侮辱行為ととられ退場処分となった。ミレッジは、「侮辱する言葉は言ってない。バッド・ジャッジ（悪い判定だ）だよ」と語った。さらにこの退場処分がシーズン2度目ということもあり、次の試合は出場停止となった。

## 詳細情報

### 年度別打撃成績
| 年 度    | 球 団    | 試 合 | 打 席 | 打 数 | 得 点 | 安 打 | 二 塁 打 | 三 塁 打 | 本 塁 打 | 塁 打 | 打 点 | 盗 塁 | 盗 塁 死 | 犠 打 | 犠 飛 | 四 球 | 敬 遠 | 死 球 | 三 振 | 併 殺 打 | 打 率 | 出 塁 率 | 長 打 率 | O P S |
| -------- | -------- | ----- | ----- | ----- | ----- | ----- | -------- | -------- | -------- | ----- | ----- | ----- | -------- | ----- | ----- | ----- | ----- | ----- | ----- | -------- | ----- | -------- | -------- | ----- |
| 2006     | NYM      | 56    | 185   | 166   | 14    | 40    | 7        | 2        | 4        | 63    | 22    | 1     | 2        | 1     | 1     | 12    | 4     | 5     | 39    | 4        | .241  | .310     | .380     | .690  |
| 2007     | NYM      | 59    | 206   | 184   | 27    | 50    | 9        | 1        | 7        | 82    | 29    | 3     | 2        | 1     | 1     | 13    | 2     | 7     | 42    | 5        | .272  | .341     | .446     | .787  |
| 2008     | WSH      | 138   | 587   | 523   | 65    | 140   | 24       | 2        | 14       | 210   | 61    | 24    | 9        | 5     | 7     | 38    | 1     | 14    | 96    | 19       | .268  | .330     | .402     | .732  |
| 2009     | WSH      | 7     | 26    | 24    | 1     | 4     | 0        | 0        | 0        | 4     | 1     | 1     | 0        | 0     | 0     | 1     | 0     | 1     | 10    | 1        | .167  | .231     | .167     | .397  |
| 2009     | PIT      | 58    | 239   | 220   | 20    | 64    | 11       | 0        | 4        | 87    | 20    | 6     | 4        | 2     | 2     | 12    | 0     | 3     | 37    | 4        | .291  | .333     | .395     | .729  |
| '09計    | PIT      | 65    | 265   | 244   | 21    | 68    | 11       | 0        | 4        | 91    | 21    | 7     | 4        | 2     | 2     | 13    | 0     | 4     | 47    | 5        | .279  | .323     | .373     | .696  |
| 2010     | PIT      | 113   | 412   | 379   | 38    | 105   | 21       | 3        | 4        | 144   | 34    | 5     | 3        | 2     | 0     | 28    | 3     | 3     | 62    | 7        | .277  | .332     | .380     | .712  |
| 2011     | CWS      | 2     | 4     | 4     | 1     | 1     | 1        | 0        | 0        | 2     | 0     | 0     | 0        | 0     | 0     | 0     | 0     | 0     | 1     | 0        | .250  | .250     | .500     | .750  |
| 2012     | ヤクルト | 125   | 546   | 476   | 73    | 143   | 23       | 1        | 21       | 231   | 65    | 9     | 7        | 3     | 4     | 57    | 5     | 6     | 79    | 11       | .300  | .379     | .485     | .865  |
| 2013     | ヤクルト | 96    | 423   | 374   | 56    | 94    | 21       | 0        | 16       | 163   | 49    | 7     | 3        | 3     | 2     | 42    | 2     | 2     | 54    | 12       | .251  | .329     | .436     | .764  |
| 2014     | ヤクルト | 10    | 47    | 39    | 3     | 9     | 2        | 0        | 1        | 14    | 6     | 0     | 0        | 0     | 2     | 6     | 0     | 0     | 6     | 4        | .231  | .319     | .359     | .678  |
| 2015     | ヤクルト | 24    | 81    | 76    | 3     | 16    | 2        | 1        | 1        | 23    | 9     | 0     | 2        | 0     | 0     | 5     | 0     | 0     | 16    | 1        | .211  | .259     | .303     | .562  |
| MLB：6年 | MLB：6年 | 433   | 1659  | 1500  | 166   | 404   | 73       | 8        | 33       | 592   | 167   | 40    | 20       | 11    | 11    | 104   | 10    | 33    | 287   | 40       | .269  | .328     | .395     | .723  |
| NPB：4年 | NPB：4年 | 255   | 1097  | 965   | 135   | 262   | 48       | 2        | 39       | 431   | 129   | 16    | 12       | 6     | 8     | 110   | 7     | 8     | 155   | 28       | .272  | .348     | .447     | .795  |

- 2018年度シーズン終了時

### 年度別守備成績
| 年 度 | 球 団    | 外野  | 外野  | 外野  | 外野  | 外野  | 外野     |
| 年 度 | 球 団    | 試 合 | 刺 殺 | 補 殺 | 失 策 | 併 殺 | 守 備 率 |
| ----- | -------- | ----- | ----- | ----- | ----- | ----- | -------- |
| 2012  | ヤクルト | 125   | 222   | 13    | 8     | 2     | .967     |
| 2013  | ヤクルト | 96    | 153   | 12    | 7     | 2     | .959     |
| 2014  | ヤクルト | 10    | 18    | 1     | 2     | 0     | .905     |
| 2015  | ヤクルト | 23    | 32    | 2     | 1     | 0     | .971     |
| 通算  | 通算     | 254   | 425   | 28    | 18    | 4     | .962     |

- 2018年度シーズン終了時

### 記録
NPB
- 初出場・初先発出場：2012年3月30日、対読売ジャイアンツ1回戦（東京ドーム）、3番・左翼手で先発出場
- 初打席：同上、1回表に内海哲也の前に空振り三振
- 初安打：2012年3月31日、対読売ジャイアンツ2回戦（東京ドーム）、4回表に澤村拓一から左前安打
- 初盗塁：2012年4月1日、対読売ジャイアンツ3回戦（東京ドーム）、5回表に二盗（投手：杉内俊哉、捕手：阿部慎之助）
- 初本塁打・初打点：2012年4月7日、対中日ドラゴンズ2回戦（ナゴヤドーム）、1回表に川上憲伸から左越先制ソロ

### 背番号
- 44 （2006年 - 2008年）
- 85 （2009年 - 2010年、2012年-2015年）
- 5 （2011年）